# Cleistes aphylla
Cleistes aphylla là một loài thực vật có hoa trong họ Lan. Loài này được (Barb.Rodr.) Hoehne mô tả khoa học đầu tiên năm 1926.